# NGC 7634
NGC 7634 (другие обозначения — PGC 71192, UGC 12542, MCG 1-59-62, ZWG 406.85) — линзообразная галактика (SB0) в созвездии Пегас.
Этот объект входит в число перечисленных в оригинальной редакции «Нового общего каталога».
В галактике вспыхнула сверхновая SN 1972J типа I. Её пиковая видимая звёздная величина составила 14,3.